# Bonnie MacBird
Bonnie MacBird é uma escritora, atriz e produtora de peças teatrais americana conhecida por ter escrito os esboços que levariam à produção de Tron, película de ficção científica de 1982.  
MacBird nasceu em São Francisco, Califórnia, sendo graduada da Universidade de Stanford, instituição pela qual é bacharel em música e mestre em filmes. Ela é casada com o informático Alan Kay.

## Carreira
Bonnie MacBird atuou a maior parte de sua vida como roteirista, escritora e produtora em Hollywood. Ela trabalhou para a Universal Studios no desenvolvimento de filmes durante os anos 1970, vindo depois a ser responsável por escrever o esboço do que seria o roteiro do filme Tron, no qual ela trabalhou por dois anos antes de vendê-lo à Walt Disney. Steven Lisberger havia feito um comercial que apresentava um personagem com luz néon que ele viria a apelidar de "Tron". Lisberger então deu a MacBird a tarefa de roteirizar um filme no qual o personagem seria um "herói de video game". Ela o desenvolveu e logo em seguida tratou de criar Kevin Flynn, uma contraparte humana, advinda do mundo fora da máquina, e que seria um entregador de pizza que entraria acidentalmente no mundo virtual. Um companheiro de Tron, também criado por MacBird, era Bit - um digito binário que almejava se tornar um programa. Durante essa fase de desenvolvimento, Lisberger e MacBird se aproximaram de Alan Kay para consultá-lo a respeito de elementos tecnológicos que poderiam ser utilizados no longa. Kay inspirou o personagem Alan Bradley, vindo anos mais tarde a se tornar esposo de MacBird. Após vender o roteiro, no qual Lisberger ajudou com orientações gerais, à Disney, o mesmo passou por um amplo processo de reconstrução.
A artista ganhou dois prêmios Emmy Award como produtora na década de 1980 e foi presidente de uma firma chamada Creative License/SkyBird Productions por uma década. Ela ainda atua, sendo também uma dubladora para a SkyBoat Media.

### Romances
A autora tem, nos últimos tempos, escrito uma série de livros chamada Sherlock Holmes Adventure para a HarperCollins. Seu primeiro romance do Sherlock Homes foi publicado em 2015, de nome Art in The Blood. Outros quatro o sucederam: Unquiet Spirits (2017), The Devil's Due (2019), The Three Locks (2021) e What Child is This?: A Sherlock Holmes Christmas Adventure (2022).

### Academia
Bonnie MacBird dá aulas a respeito de como escrever, processo criativo e Sherlock Holmes, também lecionando roteirização na Universidade da Califórnia em Los Angeles.